# ビュアモース - オスターミーティンク線
ビュアモース - オスターミーティンク線（ドイツ語: Bahnstrecke Bürmoos–Ostermiething）は、ザルツブルク地方鉄道の鉄道線の名称である。路線番号は210。

## 運行形態
普通列車について説明する。

### 普通(S11)
1時間間隔の運行で、ビュアモースでザルツブルク方面の列車に接続する。全列車、線内のみの運行。
2022年度以前は、平日朝にオスターミーティンク→ビュアモース→ザルツブルクの系統が30分間隔で、平日午後に2時間毎、夕方に30分毎、ザルツブルク→ビュアモース→オースターミーティンクの系統が運行していた。朝のザルツブルク行はグト・ヴィルツフトを通過していた。
2022年度以前はさらに、深夜に下記系統が一日1本ずつ運行していた（各駅停車）。
- ランプレヒツハウゼン → ビュアモース → オスターミーティンク
- オスターミーティンク → ビュアモース → ランプレヒツハウゼン → ビュアモース → ザルツブルク

### 過去の運行種別
- 快速(LEX)
深夜便を除くザルツブルク直通列車は、2017年以前、この種別で運行していた。

## 駅一覧
以下では、ビュアモース - オスターミーティンク線の駅と営業キロ、停車列車、接続路線などを一覧表で示す。
- 種別
  - S：普通
- 停車駅
  - ■印：全列車停車
  - ●印：一部通過
  - ○印：一部停車
  - ｜印：全列車通過

| 路線名 | 駅名                                       | 駅間営業キロ | 累計営業キロ | S | 接続路線         | 所在地                   | 所在地                   |
| ------ | ------------------------------------------ | ------------ | ------------ | - | ---------------- | ------------------------ | ------------------------ |
| 210    | ビュアモース駅                             | -            | 0.0          | ■ | ザルツブルク方面 | ザルツブルク州           | ザルツブルク郊外郡       |
| 210    | エーヒンク駅                               | 1.4          | 1.4          | ■ |                  | ザルツブルク州           | ザルツブルク郊外郡       |
| 210    | ザンクト・ゲーオゲン・バイ・ザルツブルク駅 | 2.2          | 3.6          | ■ |                  | ザルツブルク州           | ザルツブルク郊外郡       |
| 210    | ザンクト・パンタレオン・ライト駅           | 1.4          | 5.0          | ■ |                  | オーバーエスターライヒ州 | ブラウナウ・アム・イン郡 |
| 210    | キルヒベルク駅                             | 1.2          | 6.2          | ■ |                  | オーバーエスターライヒ州 | ブラウナウ・アム・イン郡 |
| 210    | グト・ヴィルツフト駅                       | 0.5          | 6.7          | ■ |                  | オーバーエスターライヒ州 | ブラウナウ・アム・イン郡 |
| 210    | アイファーディンク駅                       | 0.4          | 7.1          | ■ |                  | オーバーエスターライヒ州 | ブラウナウ・アム・イン郡 |
| 210    | リーダースバッハ駅                         | 1.3          | 8.4          | ■ |                  | オーバーエスターライヒ州 | ブラウナウ・アム・イン郡 |
| 210    | トリンメルカム駅                           | 0.4          | 8.8          | ■ |                  | オーバーエスターライヒ州 | ブラウナウ・アム・イン郡 |
| 210    | ディーポルツドルフ駅                       | 1.2          | 10.0         | ■ |                  | オーバーエスターライヒ州 | ブラウナウ・アム・イン郡 |
| 210    | オスターミーティンク駅                     | 1.6          | 11.6         | ■ |                  | オーバーエスターライヒ州 | ブラウナウ・アム・イン郡 |